# Dobi-I

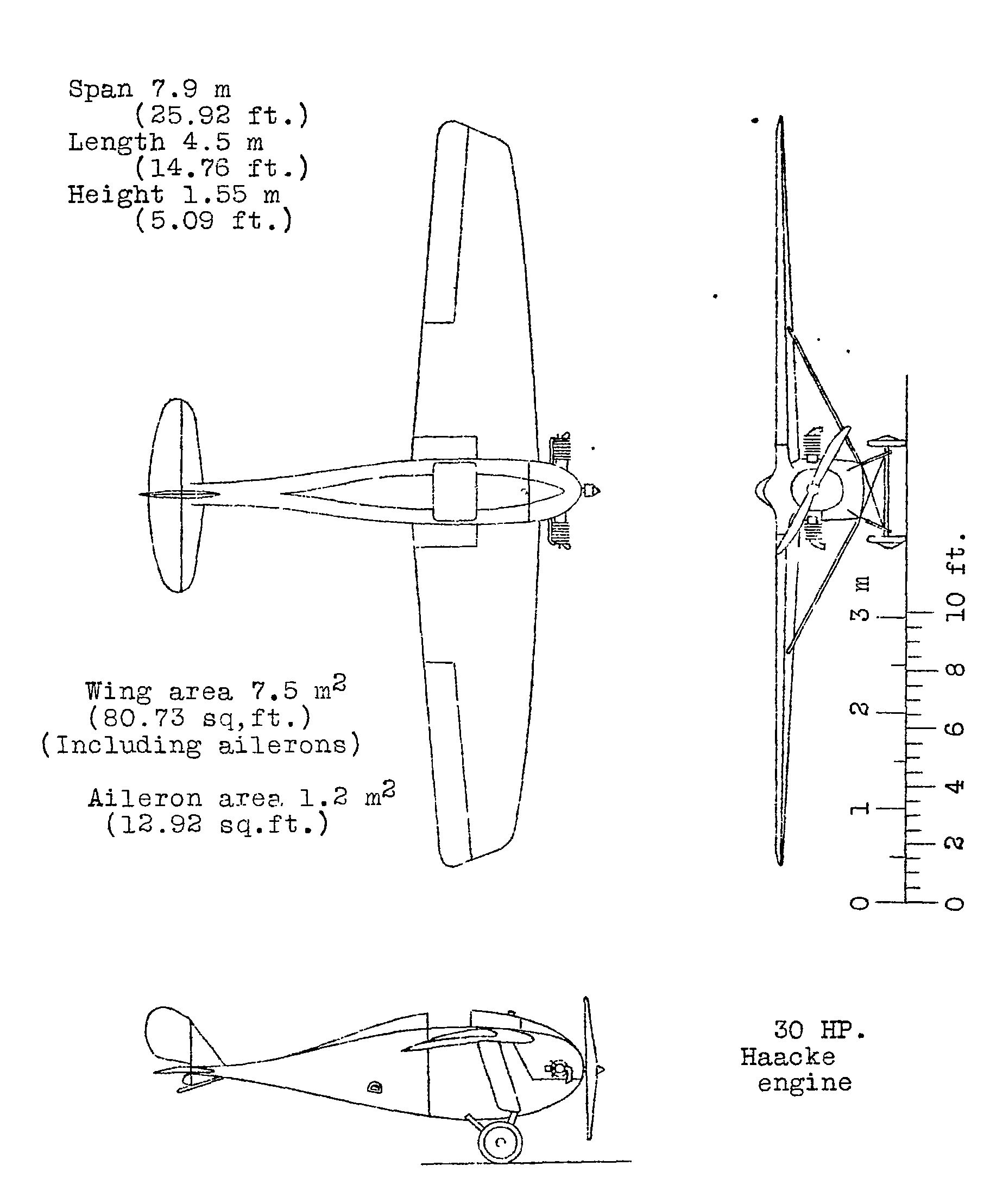

Le Dobi-I était un avion de sport, conçu en Lituanie en 1922 par le pilote et ingénieur aéronautique Jurgis Dobkevičius.

## Conception
Le Dobi-I fut le premier avion conçu par Jurgis Dobkevičius. Celui-ci commença, modestement, par un petit avion de sport monoplace. Monoplan à aile haute haubanée, avec un bord d'attaque en flèche, il était presque totalement construit en bois, avec un fuselage semi-monocoque de section ovale, à revêtement de contreplaqué. La voilure et l'empennage étaient entoilés. Le moteur était un Siemens & Halske à deux cylindres de 30 ch.
Le Dobi-I effectua son premier vol en 1922. Il fut gravement endommagé, et quasi-détruit, à l'atterrissage. Dobkevičius, qui était aux commandes, fut blessé dans l'accident.